# Kedestes lepenula
Kedestes lepenula là một loài bướm ngày thuộc họ Hesperiidae. Nó được tìm thấy ở miền trung Đông Cape qua phần phía tây của Orange Free State, phía đông của tỉnh North West đến khu vực phía tây khô ráo của tỉnh Limpopo đến Polokwane. Nó cũng được tìm thấy ở Botswana.
Sải cánh dài 27–29 mm đối với con đực và 30-33 đối với con cái. Mỗi năm loài này có vài thế hệ, nhưng hiếm gặp vào tháng 9. Nó thường xuất hiện trong mùa hè với cao điểm từ tháng 2 đến tháng 4.
Ấu trùng ăn loài Imperata cylindrica.